# 浜五井駅
浜五井駅（はまごいえき）は、千葉県市原市五井海岸にある京葉臨海鉄道臨海本線の貨物駅である。

## 駅概要
車扱貨物の取扱駅となっている。

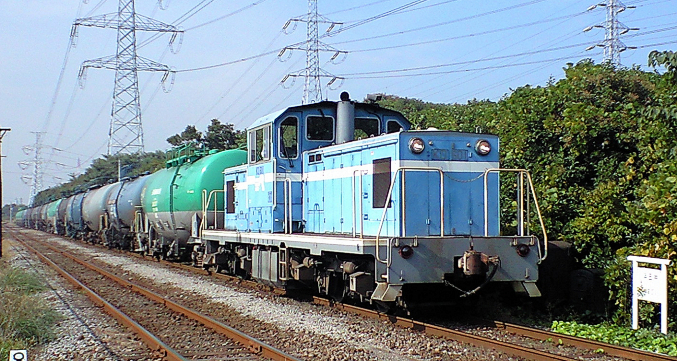
構内を走行する貨物列車（2008年11月）

地上駅。コスモ石油千葉製油所への専用線があり、石油製品の発送が行われている。発送先は郡山駅・宇都宮貨物ターミナル駅・倉賀野駅・八王子駅・南松本駅。
1990年代までは旭硝子（現、AGC）千葉工場への専用線もあり、化学薬品を取り扱っていた。また日本合同肥料千葉工場、チッソ石油化学（現、JNC石油化学）五井工場への専用線も存在した。

## 歴史
- 1963年（昭和38年）9月16日：蘇我 - 当駅間開通時に開業。現在地よりも北袖寄り（蘇我起点9.5km）に位置した。
- 1965年（昭和40年）6月1日：当駅 - 椎津間延伸開業時に現在地に移転。

## 駅周辺
- 不二サッシ千葉工場
- 日本合同肥料千葉工場
- AGC千葉工場
- JNC石油化学五井工場
- 丸善石油化学千葉製油所
- コスモ石油千葉製油所

## 隣の駅
京葉臨海鉄道
■臨海本線
千葉貨物駅 - （市原分岐点） - 浜五井駅 - 玉前駅